# Schnee

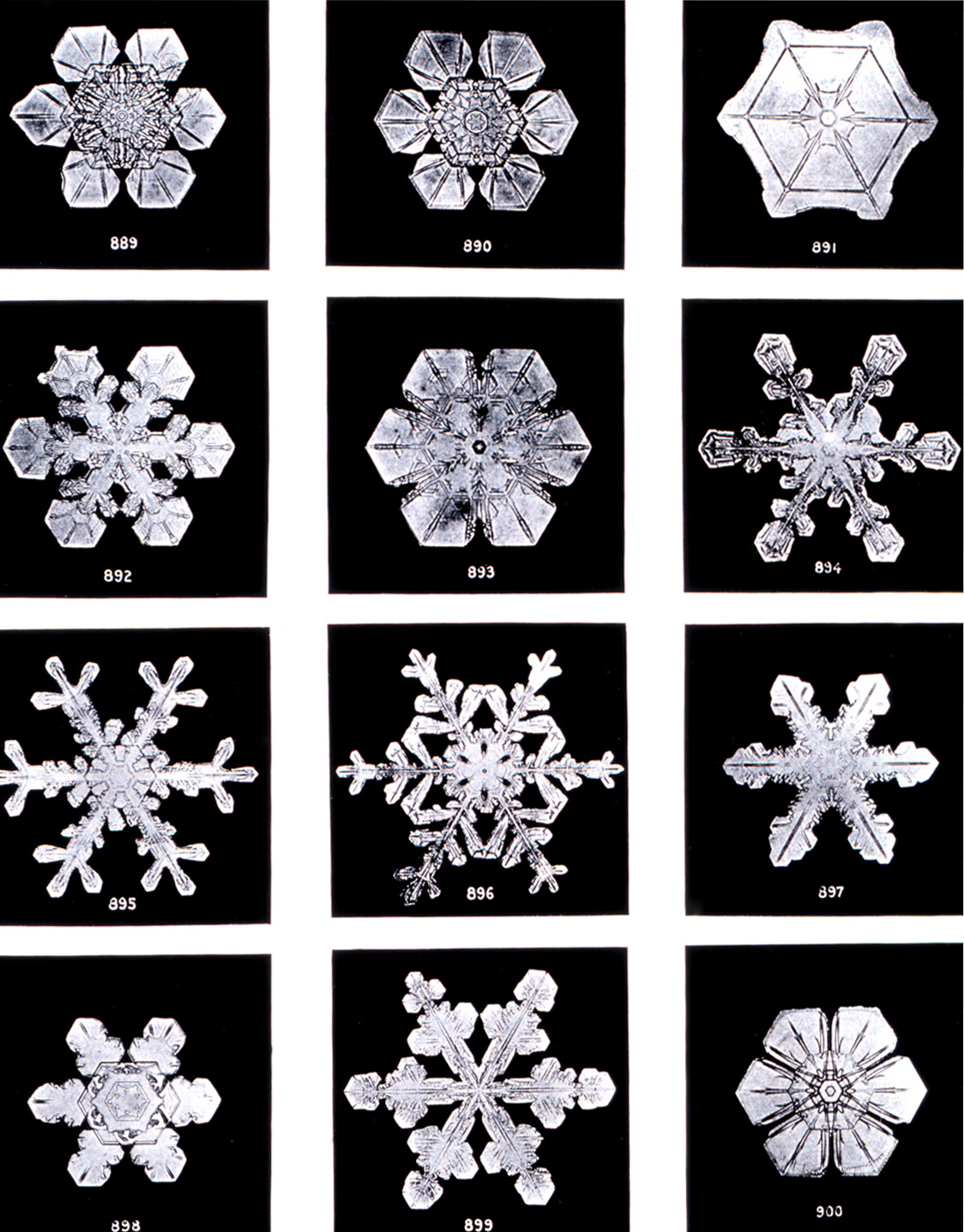
Schneekristalle, fotografiert vom Schneeforscher Wilson Bentley

Schnee besteht aus feinen Eiskristallen und ist die häufigste Form des festen Niederschlags.

## Etymologie
Schnee – althochdeutsch snēo, Genitiv snēwes (8. Jahrhundert), mittelhochdeutsch / mittelniederdeutsch snē, altniederdeutsch snēo, mittelniederländisch snee, niederländisch sneeuw, altenglisch snāw, englisch snow, altnordisch snœr, snjōr, schwedisch snö, gotisch snaiws (germanisch *snaigwa-), russisch sneg (снег), litauisch sniẽgas 'Schnee', verwandt mit dem griechischen (Akkusativ Singular) nípha (νίφα), lateinisch nix (Genitiv: nivis), walisisch nyf 'Schnee'.
Alle Formen sind (ablautende) Abstraktbildungen von der indoeuropäischen Wurzel *sneigṵh- 'schneien, (sich) zusammenballen, zusammenkleben'.

## Kristallbildung

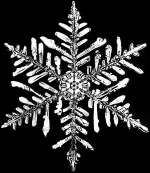
Sternförmiger Eiskristall (Dendrit)

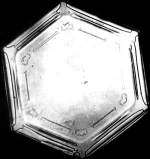
Plättchenförmiger Eiskristall

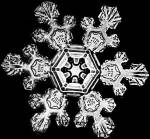
Mischform aus Plättchen und Dendriten

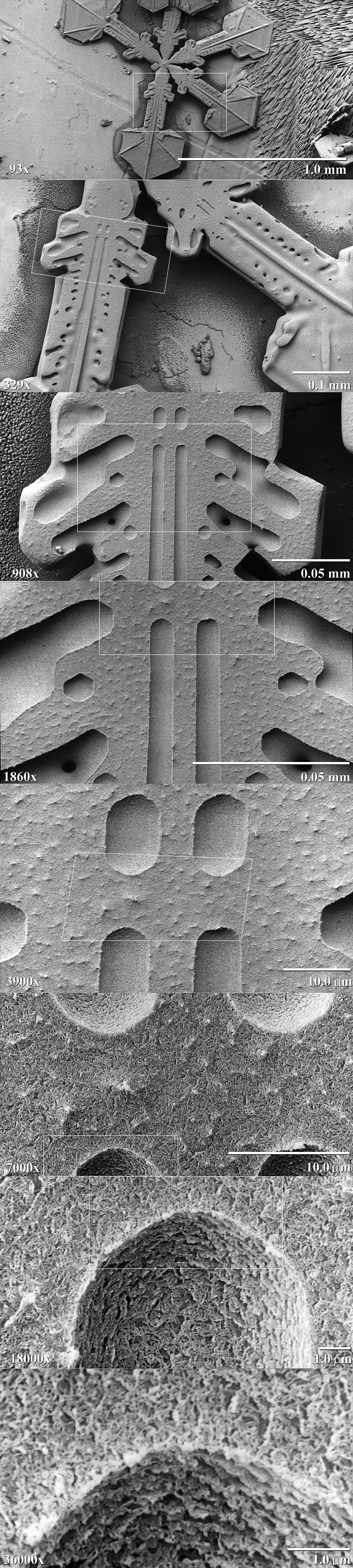
Nahaufnahme mit Elektronenmikroskop

Schnee entsteht, wenn sich in den Wolken feinste Tröpfchen unterkühlten Wassers an Kristallisationskeimen (zum Beispiel Staubteilchen) anlagern und dort gefrieren. Dieser Prozess setzt jedoch erst bei Temperaturen unter −12 °C ein, wobei Wasser in Abwesenheit von Kristallisationsansätzen bei bis zu −48 °C flüssig bleiben kann. Die in Wolken natürlich entstehenden Eiskristalle, weniger als 0,1 mm groß, fallen durch zunehmende Masse nach unten und können infolge des unterschiedlichen Dampfdrucks von Eis und unterkühltem Wasser weiter anwachsen. Darüber hinaus resublimiert der in der Luft enthaltene Wasserdampf, geht also direkt in Eis über, und trägt damit zum Kristallwachstum bei. Es bilden sich die bekannten sechseckigen Formen aus. Wegen der besonderen Struktur der Wassermoleküle sind dabei nur Winkel von exakt 60° oder 120° möglich.
Die verschiedenen Stammformen der Schneekristalle hängen von der Temperatur ab – bei tieferen Temperaturen bilden sich Plättchen oder Prismen aus, bei höheren Temperaturen sechsarmige Dendriten (Eissterne, Schneesterne). Auch die Luftfeuchtigkeit beeinflusst das Kristallwachstum. Wenn sich Schneekristalle bilden, steigt in der Wolke auch die Temperatur, denn beim Gefrieren geben die Kristalle Energie ab (Kristallisationsenthalpie), während sie beim Verdampfen Energie (Verdampfungsenthalpie) aufnehmen.
Herrscht eine hohe Thermik, so bewegen sich die Kristalle mehrfach vertikal durch die Erdatmosphäre, wobei sie teilweise aufgeschmolzen werden und wieder neu kristallisieren können. Dadurch wird die Regelmäßigkeit der Kristalle durchbrochen und es bilden sich komplexe Mischformen der Grundformen aus. Sie weisen eine verblüffend hohe Formenvielfalt auf. Über 5000 verschiedene Schneekristalle wurden schon von Wilson A. Bentley ab 1885 fotografiert. Als erstem Menschen gelangen nach neuestem Stand Johann Heinrich Ludwig Flögel 1879 fotografische Aufnahmen von Schneekristallen. Mit hoher Wahrscheinlichkeit gibt es und gab es noch nie zwei komplexe Schneekristalle, die exakt gleich waren. Der Grund hierfür liegt in den sehr großen kombinatorischen Möglichkeiten vieler einzelner Merkmale. Eine Schneeflocke enthält etwa 1018 Wassermoleküle, darunter ca. 1014 Deuterium-Atome. Auch im sichtbaren Bereich eines Lichtmikroskops lassen sich leicht schon hundert Merkmale unterscheiden, die an verschiedenen Orten ausgebildet werden können. In Kombination ergeben sich sehr viele mögliche Variationen, weshalb die möglichen Formen komplexer Kristalle äußerst zahlreich sind, weit größer als die Anzahl an Atomen im Weltall.
Ebenso verblüffend wie die beobachtete Formenvielfalt ist die ausgeprägte Symmetrie, die manchen Schneekristallen eine hohe Selbstähnlichkeit verleiht und sie zu einem Vorzugsbeispiel der fraktalen Geometrie werden ließ (Koch-Kurve). Die verschiedenen Verästelungen wachsen in einem Exemplar manchmal in ähnlicher Weise und offenbar mit ähnlicher Geschwindigkeit, auch wenn ihre Spitzen, an denen sie weiter wachsen, oft mehrere Millimeter auseinander liegen. Ein möglicher Erklärungsversuch, der ohne Annahme einer Wechselwirkung über diese Entfernung hinweg auskommt, besteht in dem Hinweis, dass die Wachstumsbedingungen an verschiedenen vergleichbaren Keimstellen an den Spitzen zu gleichen Zeitpunkten manchmal recht ähnlich sind. Weit häufiger als schöne, symmetrische Schneeflocken sind jedoch asymmetrische und unförmige. Die regelmäßig erscheinenden Formen werden allerdings häufiger fotografiert und abgebildet.
Die größte Komplexität der Schneekristalle zeigt sich bei hoher Luftfeuchtigkeit, da diese auch noch filigraneren Strukturen das Wachsen zulässt. Bei sehr niedrigen Temperaturen sind die Eiskristalle nicht nur kleiner und einfacher gebaut, sondern es schneit auch weniger als bei Temperaturen knapp unter dem Gefrierpunkt, da die Luft dann kaum noch Feuchtigkeit enthält.

## Schneeflocken
Liegt die Lufttemperatur nahe am Gefrierpunkt, werden die einzelnen Eiskristalle durch kleine Wassertropfen miteinander verklebt und es entstehen an einen Wattebausch erinnernde Schneeflocken. Bei trockener Luft kann in kälteren Luftschichten gebildeter Schnee auch bei Temperaturen um 5 °C noch als Schnee die Erde erreichen, da ein Teil der Flocke sublimiert und die dafür aufzubringende Energie die verbleibende Flocke kühlt. Andererseits kommt es vor, dass auch bei unter 0 °C Regen fällt, dann als gefrierender Regen. Für diesen Effekt wird in manchen Medien der Begriff Blitzeis verwendet. Diese Komponenten hängen von Struktur und Schichtungsstabilität der oberen und unteren Luftschichten, von geografischen Einflüssen sowie Wetterelementen wie zum Beispiel Kaltlufttropfen ab. Bei tiefen Temperaturen bilden sich nur sehr kleine Flöckchen, der Schneegriesel.
Die weiße Farbe des Schnees liegt darin begründet, dass der Schnee aus Eiskristallen besteht. Jeder einzelne Kristall ist – wie Eis als solches – transparent; das Licht aller sichtbaren Wellenlängen wird an den Grenzflächen zwischen den Eiskristallen und der umgebenden Luft reflektiert und gestreut. Eine ausreichend große Ansammlung von Eiskristallen mit zufälliger Lagebeziehung zueinander führt damit insgesamt zu diffuser Reflexion; Schnee erscheint daher weiß. Ein ähnlicher Effekt ist beispielsweise auch bei Salz beim Vergleich von Pulver und größeren Kristallen zu beobachten.
Der mittlere Durchmesser von Schneeflocken beträgt ca. fünf Millimeter, bei einer Masse von 4 Milligramm. Je höher die Temperatur wird, desto größer werden die Flocken, da die Kristalle antauen und dann zu großen Flocken verkleben. Das Guinness-Buch der Rekorde verzeichnet für die größte je dokumentierte Schneeflocke einen Durchmesser von 38 cm.
Fällt eine Schneeflocke auf Wasser, dann erzeugt sie einen schrillen hohen Klang mit einer Frequenz von 50 bis 200 Kilohertz, der für Menschen unhörbar ist (Ultraschall). Nicht alle Forscher dieses Forschungsgebiets bestätigten diesen Effekt.

## Schneefall

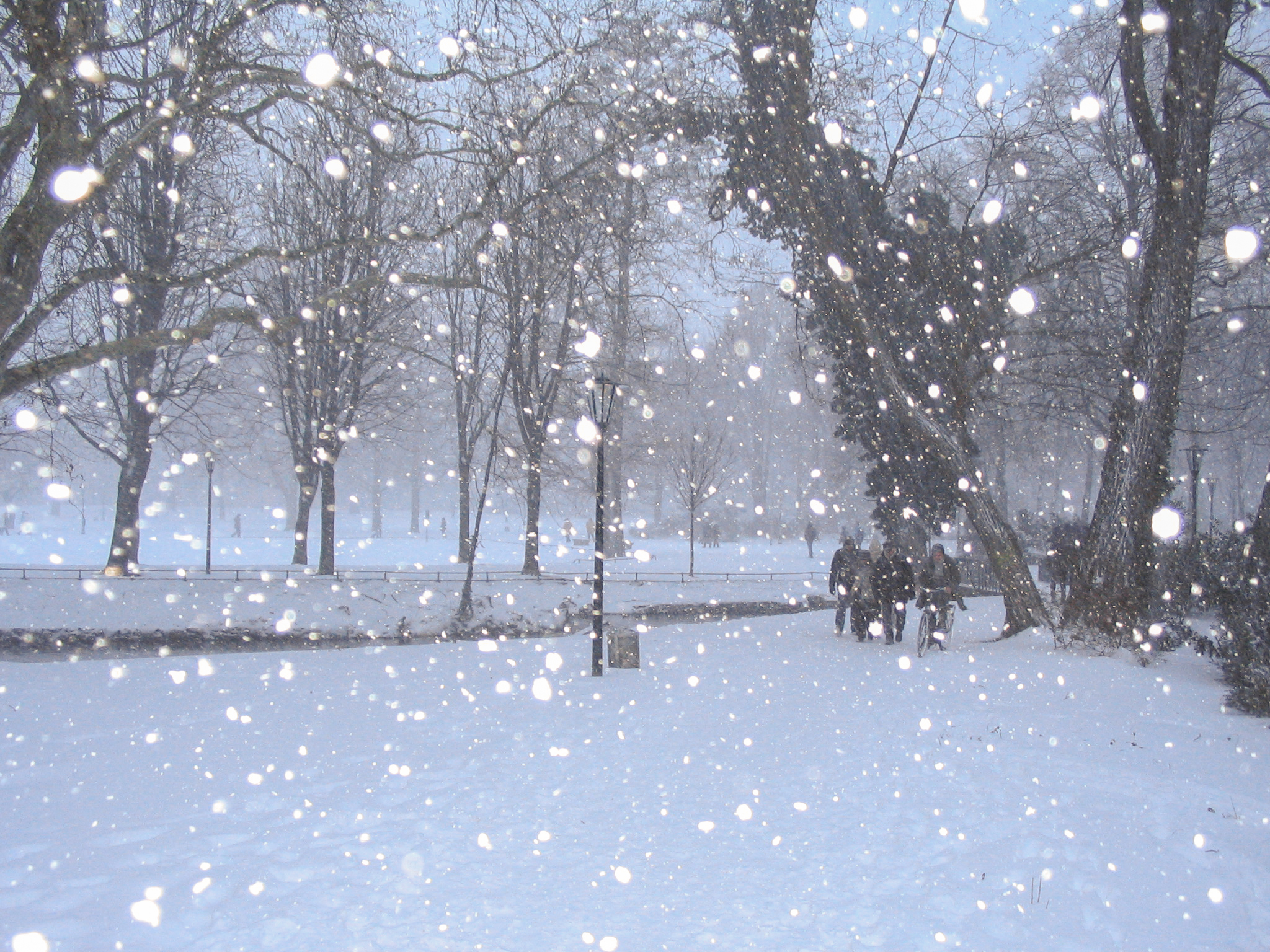
Schneefall im Düsseldorfer Hofgarten

Da Schneeflocken eine große Oberfläche und somit einen hohen Luftwiderstand haben, fallen sie mit Geschwindigkeiten von etwa 4 km/h verhältnismäßig langsam – zum Vergleich: mittelschwerer Regen fällt mit ca. 20 km/h, Hagel kann noch weitaus höhere Geschwindigkeiten erreichen. Die Fallgeschwindigkeit von Schneeflocken ist weitgehend unabhängig von ihrer Größe, da die Oberfläche der Flocken (fast) proportional zu ihrer Größe wächst, wodurch der Luftwiderstand in etwa konstant bleibt. Durch Schneefall kann das in der Luft enthaltene Mikroplastik zu Boden gezogen werden.
Wie alle irregulär geformten Objekte tendieren auch Schneekristalle dazu, mit ihrer flachsten Seite nach unten zu fallen. Dies mag auf den ersten Blick unlogisch erscheinen, da sich Objekte eigentlich mit dem geringsten Luftwiderstand bewegen. Dies würde in der Tat zutreffen, wenn die flache Seite der Schneeflocke immer exakt parallel zur Fallrichtung orientiert wäre. Allerdings ist es sehr wahrscheinlich, dass sie sich während ihres Falles aufgrund von kleinen Störungen (Turbulenzen) einmal zur Fallrichtung neigt. Aufgrund der sie umströmenden Luft unterliegt die Schneeflocke dabei einem Kräftepaar (größere Strömungsgeschwindigkeiten an ihren Rändern), welches sie so dreht, dass ihre flache Seite nach unten zeigt (Ebene der größten Ausdehnung der Flocke normal zur Fallrichtung). Demselben Mechanismus unterliegen auch ein vom Baum fallendes Blatt, ein fallengelassenes Blatt Papier und die Rayleigh'sche Scheibe zur Messung der Schallgeschwindigkeit. Charakteristisch für flächige Schneeflocken ist daher der bekannte taumelnde Fall, der in einer passenden leichten Aufwärtsströmung etwa in Ausatemluft oder an einer warmen Hausfassade zum stationären Tanz wird.
Eine andere Auswirkung von turbulenter Umströmung ist, dass Schneeflocken und andere Objekte dazu tendieren, sich hintereinander anzuordnen und dann einander einzuholen. Ein Schneekristall, der in die Wirbelzone hinter einen anderen gerät, kann darin schneller fallen, so dass er mit diesem kollidiert und verklumpt, ähnlich wie ein Radfahrer im Windschatten hinter einem anderen weniger Antriebskraft benötigt, um dasselbe Tempo zu halten. In V-Formation fliegende Vögel nützen die Aufwärtsströmung an den Außenseiten der Randwirbel des jeweils Vorausfliegenden, um mit geringerem Energieaufwand horizontal zu fliegen. Sind Schneepartikel allerdings so klein wie Staub, fallen sie im Wesentlichen ohne Turbulenz in der Umströmung; die Reynolds-Zahl, ein Produkt aus Länge, Geschwindigkeit und Viskosität ist dann sehr klein, wie für Stahlkugeln in Honig.

## Intensität des Schneefalls
Die Intensität des Schneefalls kann auf zwei Arten angegeben werden, entweder in Form der horizontalen Sichtweite bei Schneefall oder als Niederschlagsmenge. Letztere kann als Niederschlagshöhe angegeben werden, also der Höhe der Wassersäule des geschmolzenen Schnees oder in Form des durchschnittlichen Schneehöhenwachstums in Zentimeter pro Stunde (cm/h). Der in den Medien häufiger auftretende Begriff Starkschnee kann mit starkem Schneefall gleichgesetzt werden, wird von Meteorologen jedoch kaum verwendet.
Der Deutsche Wetterdienst benutzt folgende Definition für die Niederschlagsintensität von Schnee:
- leicht: Niederschlagshöhe in 60 Minuten < 1,0 mm, in 10 Minuten < 0,2 mm
- mäßig: Niederschlagshöhe in 60 Minuten ≥ 1,0 mm bis < 5,0 mm, in 10 Minuten ≥ 0,2 mm bis < 0,9 mm
- stark: Niederschlagshöhe in 60 Minuten ≥ 5,0 mm, in 10 Minuten ≥ 0,9 mm

Daneben hat der Deutsche Wetterdienst im Rahmen seiner Warnkriterien Schneefallstärken für Wetterwarnungen (Stufe 1), Warnungen vor markantem Wetter (Stufe 2), Unwetterwarnungen (Stufe 3) und Warnungen vor extremem Unwetter (Stufe 4) definiert. Dabei gilt beispielsweise für ein Unwetter: Schneefall von mehr als 10 cm in 6 Stunden oder mehr als 15 cm in 12 Stunden im Flachland.
Eine Niederschlagshöhe von 1,0 mm entspricht der Angabe 1 Liter/m². Bei Schneefall entspricht 1 mm Niederschlag ungefähr 1 bis 2 cm Neuschnee.
Bei der Einteilung nach Sichtweite werden ebenfalls drei Stufen definiert, wobei die Sichtweite über 4 km, zwischen 1 und 4 km oder unter 1 km liegt.

## Schneeschmelze
Eine Schneedecke verliert an Substanz, wenn Energie zugeführt wird. Dies kann durch Strahlung (kurzwellige Sonnenstrahlung oder langwellige Wärmestrahlung), Wärmeleitung (bei Lufttemperaturen über 0 °C) oder durch in den Schnee fallenden Regen geschehen, der wärmer als 0 °C ist. Wie schnell der Massenabbau vor sich geht, hängt nicht nur von der eingebrachten Energiemenge, sondern auch von Lufttemperatur und Luftfeuchtigkeit ab. Konkret verläuft der Abbau langsamer, je trockener die Luft ist, da zur Sublimation, also für den direkten Übergang des Wassers von der festen in die gasförmige Phase, eine gewisse Energie aufgebracht werden muss, wodurch der übrige Schnee gekühlt wird.
Anhand von Feuchttemperatur und Taupunkttemperatur unterscheidet man drei Stufen des Abbauprozesses. Die Feuchttemperatur ist hierbei die Temperatur, die von der feuchten Seite eines Psychrometers gemessen wird und stets kleiner (bei 100 % Luftfeuchtigkeit gleich) der Lufttemperatur ist. Die Taupunkttemperatur ist diejenige Temperatur, bei der die feuchte Luft wasserdampfgesättigt wäre und ist wiederum kleiner als die Feuchttemperatur. Liegt die Feuchttemperatur unter 0 °C, sublimiert der Schnee. Dieser Prozess hat die langsamste Abbaurate, der Schnee bleibt dabei völlig trocken. Er kann bei bis zu 7 °C Lufttemperatur stattfinden, dazu muss die relative Feuchte jedoch unter 20 % betragen. Liegt die Feuchttemperatur über 0 °C, die Taupunkttemperatur jedoch noch darunter, schmilzt der Schnee, das heißt, er geht sowohl in die Gasphase als auch in die Flüssigphase über. Bei Taupunkttemperaturen oberhalb des Nullpunkts taut der Schnee, er geht ausschließlich in die Flüssigphase über. Dieser Prozess hat die schnellsten Abbauraten. Bei einer mittleren relativen Luftfeuchte von 50 % sublimiert Schnee unterhalb von +3,5 °C, er schmilzt bei 3,5–10 °C und taut oberhalb von 10 °C.
Schmilzt Schnee auf einer großen Fläche mit hoher Rate durch starke Sonneneinstrahlung und warmen Wind und durchdringt das Schmelzwasser die schon dünne schmelzwarme Schneedecke und trifft auf schon wassergetränkten Boden, können Frühjahrsüberschwemmungen auftreten.

## Schneearten
Es gibt verschiedene Kriterien, anhand derer man Schnee klassifizieren kann:

### Nach Alter

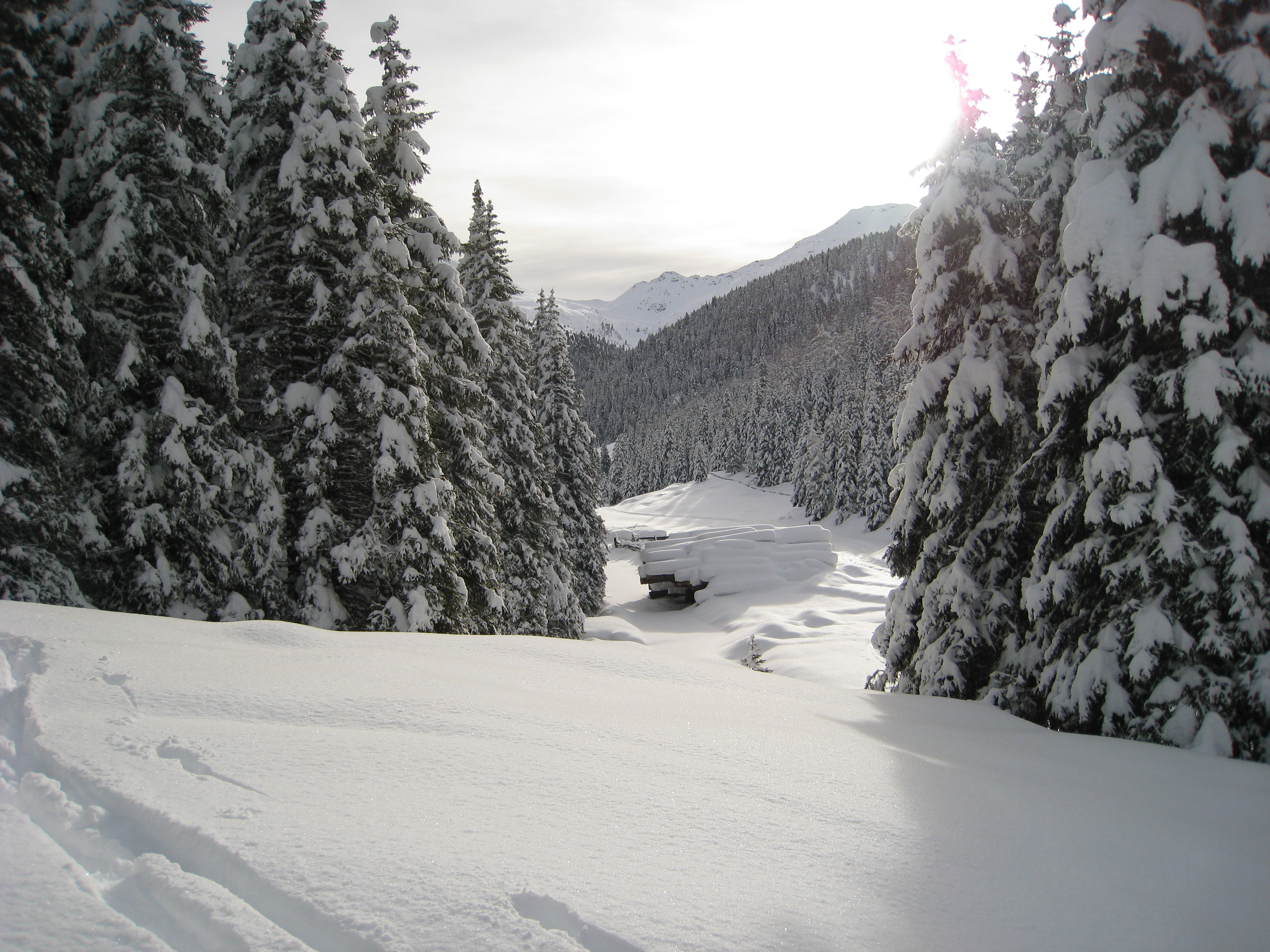
Neuschnee

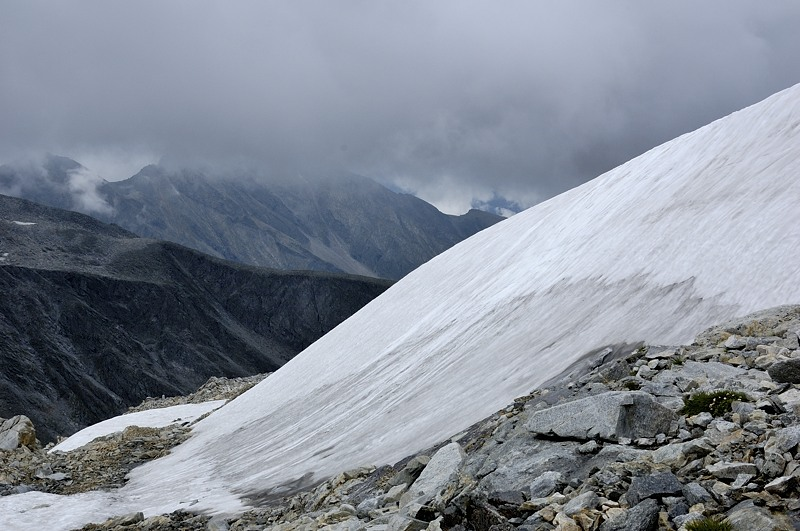
Firn

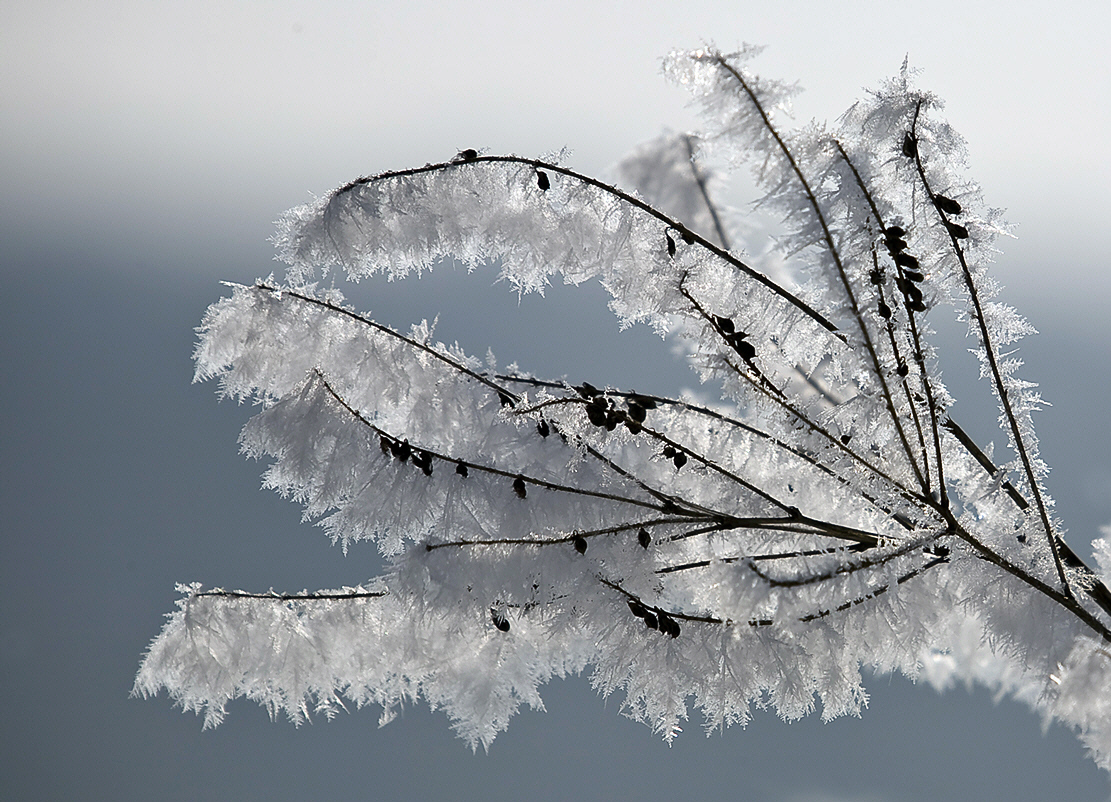
Schneekristalle wachsen am Strauch: Raureif.

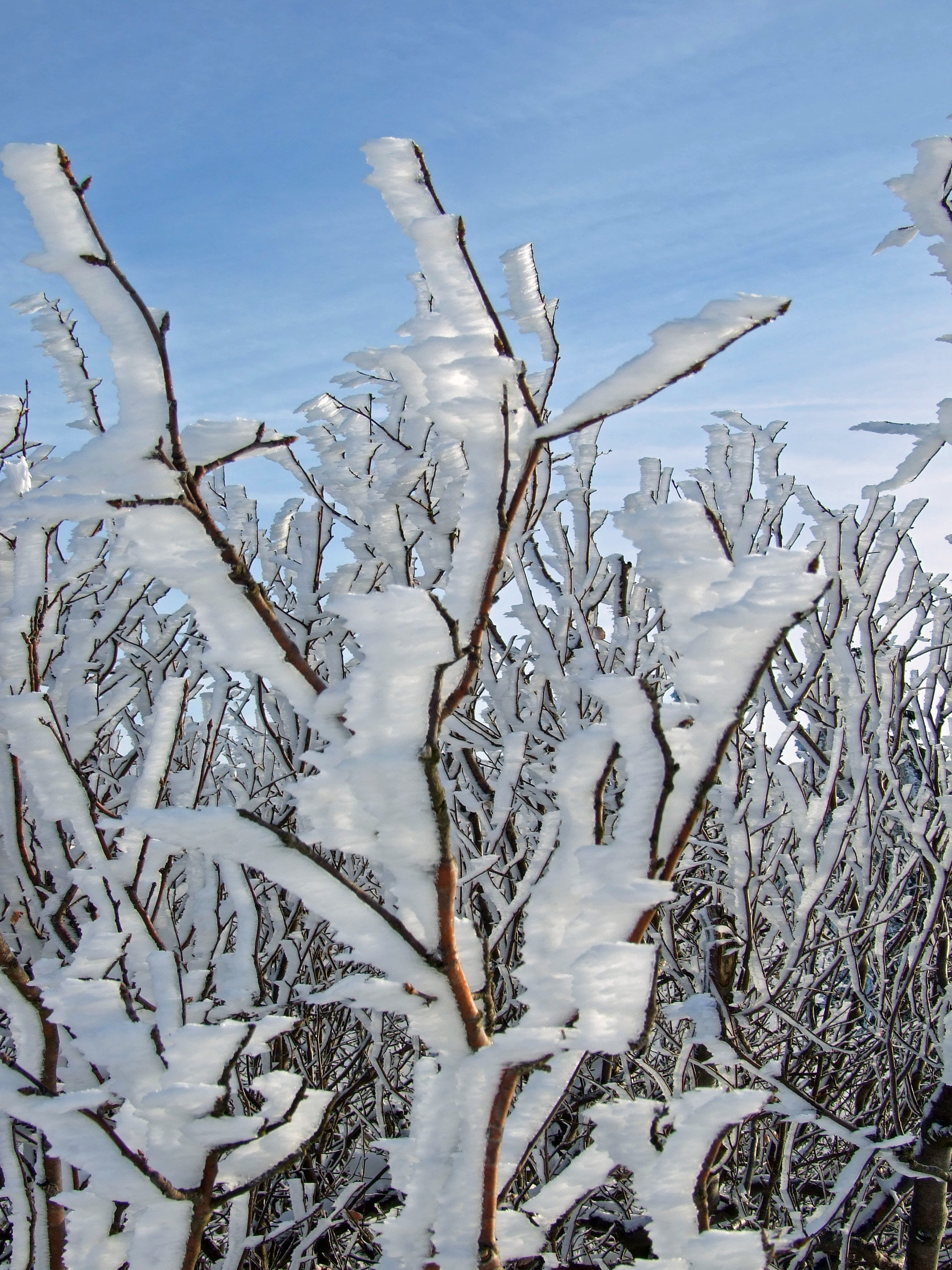
Durch Wind gebildete Schneestruktur an den Zweigen eines Buschs

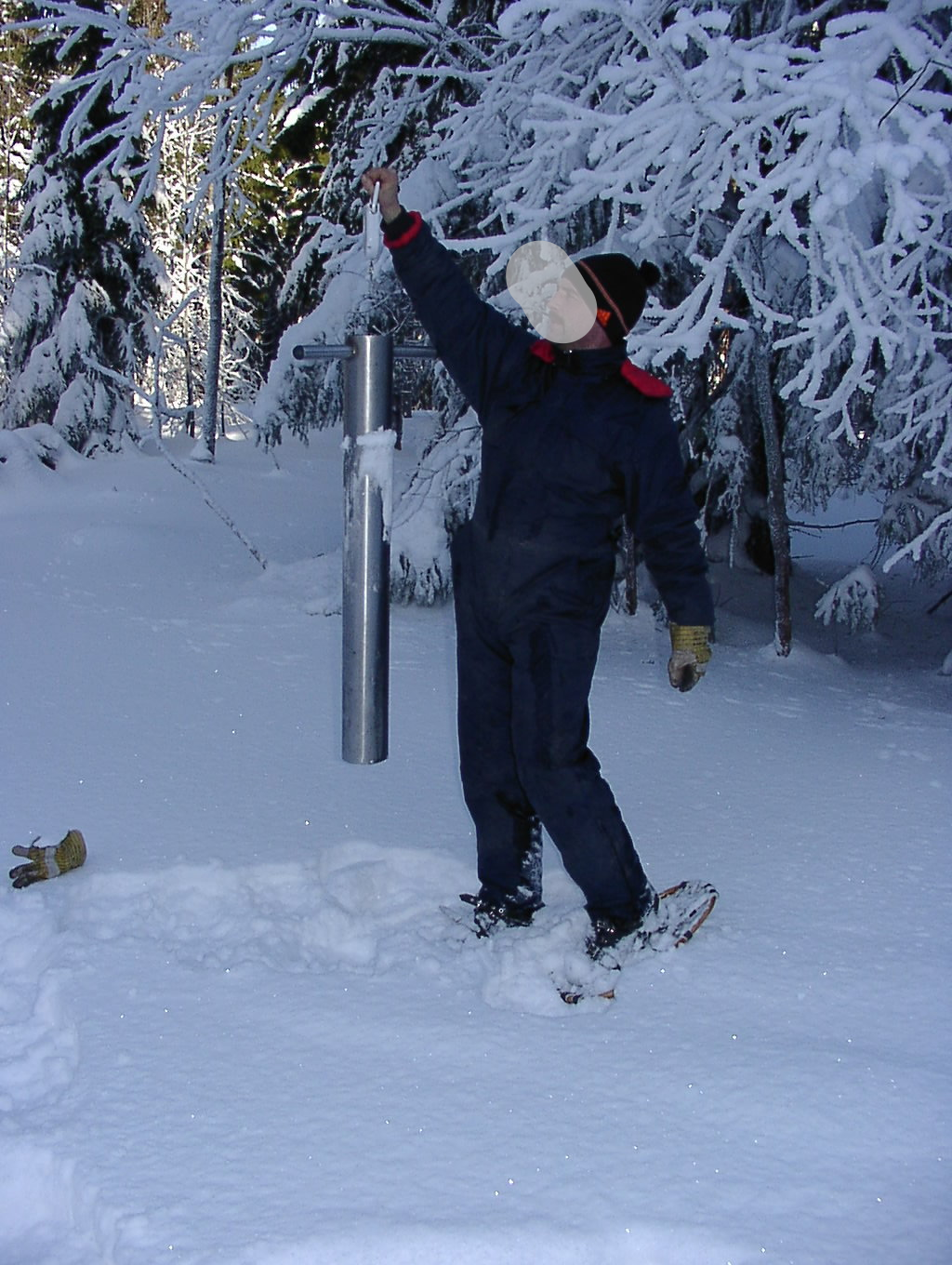
Schneemessung zur Ermittlung des Wassergehaltes im Schnee

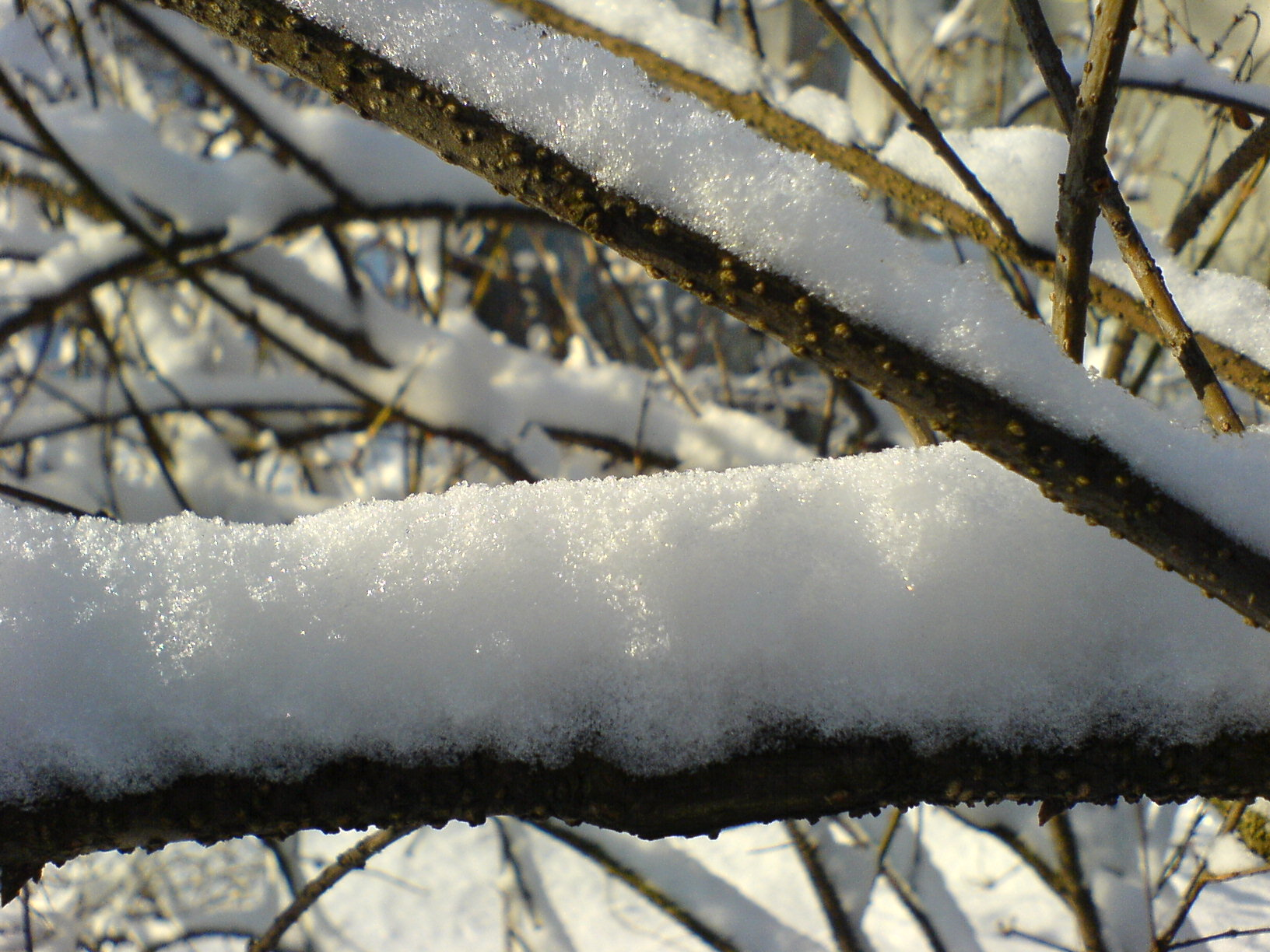
Frischer Schnee auf einem dünnen Zweig

Frisch gefallener Schnee wird als Neuschnee bezeichnet. Seine Eiskristalle sind noch fein verzweigt mit spitzen Zacken. Änderungen in der Struktur des liegenden Schnees bezeichnet man als Schneeumwandlung oder Metamorphose. Ihre Art und Geschwindigkeit ist von äußeren Einflüssen wie etwa der Temperatur abhängig.
Grundsätzlich unterscheidet man zwischen abbauender und aufbauender Metamorphose sowie der Schmelzmetamorphose. Bei der abbauenden Metamorphose nehmen die Kristalle durch Temperaturschwankungen, den Druck der Schneedecke und Umwelteinflüsse wie Wind weniger verästelte und abgerundetere Formen an. Sie werden dadurch fester und dichter und werden dann als filziger bzw. rundkörniger Schnee bezeichnet. Bei der aufbauenden Metamorphose bilden sich in tieferen Schichten neue, größere Kristallformen, die durch große Lufteinschlüsse nur noch geringe Festigkeit besitzen. Sowohl abbauende als auch aufbauende Schneeumwandlung vollziehen sich bei Temperaturen unter dem Gefrierpunkt über einen Zeitraum mehrerer Wochen. Die Schmelzmetamorphose lässt bei Temperaturen über 0 °C runde Kristallformen entstehen. Im Wechselspiel mit Wiedergefrieren des Wassers an der Oberfläche (Auffirnen) kann sich Bruchharsch bilden, sonst kompakter Harsch, unter dem Einfluss von Wind auch windgepresster Schnee, der auch zur Wechten- aber auch Schneebrettbildung beiträgt. Unter starker Sonneneinstrahlung entstehen durch Sublimation der Büßerschnee und andere Sonderformen, die für das subtropische und tropische Hochgebirge typisch sind.
Altschnee des Vorwinters wird nach mindestens einem Jahr Firnschnee genannt und besitzt eine hohe Dichte (über 600 kg/m³). Über längere Zeiträume können aus Firnschnee schließlich Gletscher entstehen.

### Nach Feuchtigkeit
- Pulverschnee ist trockener Schnee, der auch unter Druck nicht zusammenklebt. Seine Dichte liegt unter 60 kg/m³.
  - Ein besonders vermarkteter Sonderfall von Pulverschnee ist der Champagne Powder  in den nordamerikanischen Rocky Mountains. Mit ihrer Sonderlage zwischen Pazifik und dem trockenen Kontinent entstehen dort wenig bis kaum verzahnende Flocken, die tiefgründig haltlose Schneeschichten aufbauen.
- Feuchtschnee klebt unter Druck zusammen und eignet sich daher besonders für Schneebälle und Schneemänner, es lässt sich jedoch kein Wasser herauspressen. Er wird auch Pappschnee genannt, weil er zusammenpappt. In Ostdeutschland nennt man diesen auch Backschnee. In der Luftfahrt werden Vereisungen am Flugzeug, die aus nassem Schnee und unterkühltem Wasser bestehen, ebenfalls als Backschnee bezeichnet.[21]
- Nassschnee ist sehr schwer und nass, er klebt ebenfalls zusammen und man kann Wasser herauspressen. Er wird oberdeutsch Schneebatz genannt (batzig ‚klebrig-weich‘).
  - Eine Sonderform ist der Sulzschnee (Adj. sulzig), eine Spezialbezeichnung für nassen Altschnee insbesondere im Alpinismus. Die Grenze des Feuchtschnees ist hierbei der Firn, der nach kurzer Zeit in Sulz übergeht.
- Faulschnee ist ein Gemisch aus Wasser und größeren Schneebrocken, die nicht mehr gut zusammenhalten (Schneematsch, in der Schweiz auch Pflotsch).

Auf den Niederschlag bezogen:
- An der Temperaturgrenze (Übergang in der Höhe) oder bei Wetterumschwüngen fällt Schneeregen, das heißt ein Gemisch aus Schnee und Regen (oberdeutsch Schneebatzen)

### Nach Farbe
- Blutschnee ist rötlich gefärbter Schnee. Er ist meist hervorgerufen durch eine Massenentwicklung von Grünalgen (z. B. Chlamydomonas nivalis), die rote Carotinoide ansammeln. Durch das Niedergehen rötlicher gefärbter Staubmassen und Feinsande, die von Winden aus Wüstenregionen transportiert werden, erhält der Schnee meist nur eine sehr leichte Färbung, die rötlich-beige erscheint.
- Eine ebenfalls durch kryophile Schneealgen hervorgerufene grüne Färbung wurde in Gletschern und arktischen Schneeflächen entdeckt.

### Nach Dichte
| Dichte        | Bezeichnung                   |
| ------------- | ----------------------------- |
| 030…050 kg/m3 | trockener, lockerer Neuschnee |
| 050…100 kg/m3 | gebundener Neuschnee          |
| 100…200 kg/m3 | stark gebundener Neuschnee    |
| 200…400 kg/m3 | trockener Altschnee           |
| 300…500 kg/m3 | feuchtnasser Altschnee        |
| 150…300 kg/m3 | Schwimmschnee                 |
| 500…800 kg/m3 | mehrjähriger Firn             |
| 800…900 kg/m3 | Eis                           |

### Nach Auftreten und Ursprung

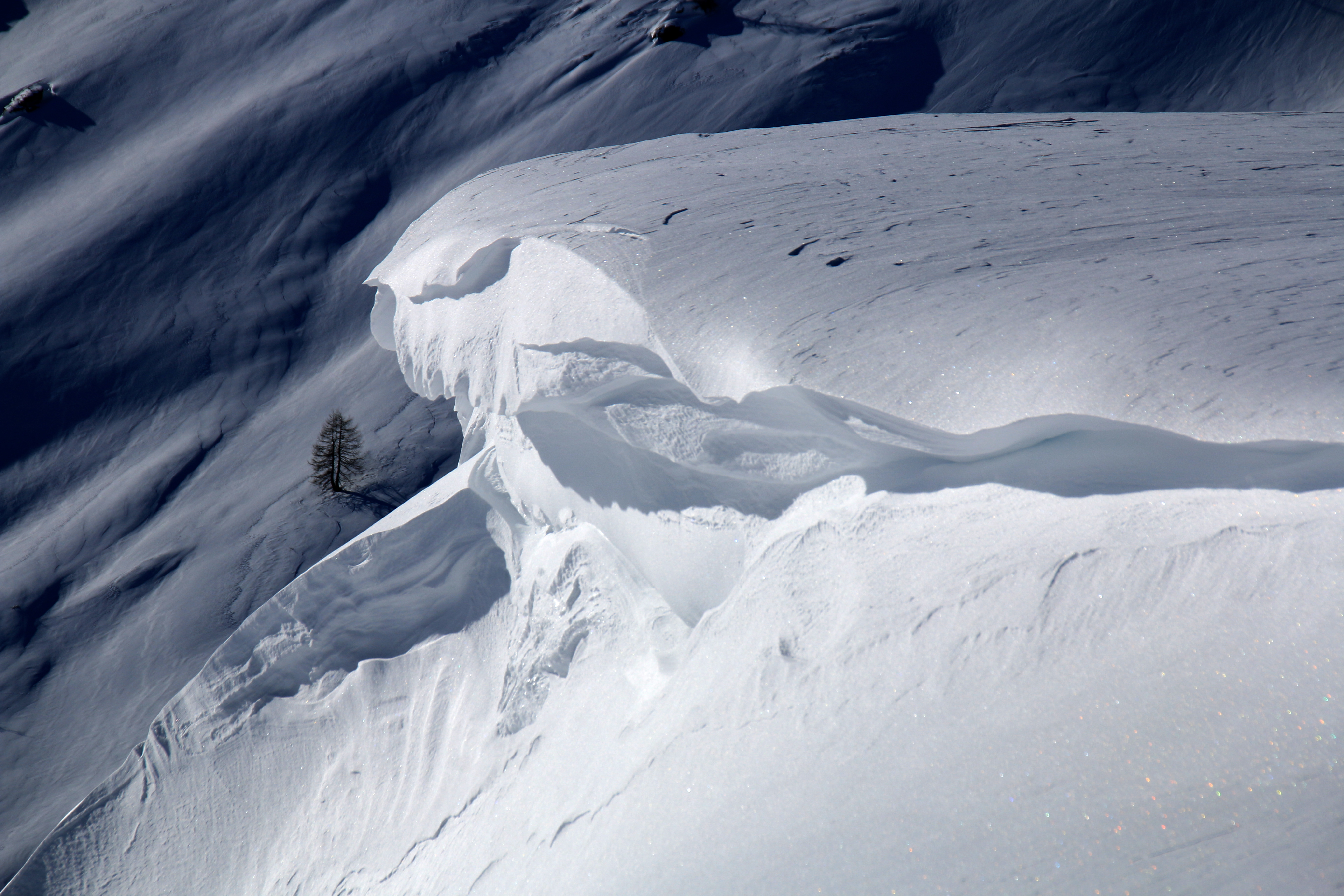
Wechte (überhängende Schneeverwehung) auf dem Simplonpass

- Flugschnee ist sehr feiner Schnee, der durch die Wirkung des Windes in Häuser eindringt.
- Eine Schneeverwehung ist eine durch Windtransport bedingte Schneeansammlung, deren Höhe sich deutlich über der eigentlichen Niederschlagsmenge befinden kann. Schneeverwehungen können, besonders im Gebirge, zu überhängenden Strukturen führen, den Wechten.
- Technischer Schnee (umgangssprachlich: Kunstschnee) ist technisch erzeugter Schnee.
- Als Schneegestöber bezeichnet man eine durch starken Wind, Luftsog oder starke Erschütterung verursachte lokale Häufung aufwirbelnder Schneeflocken in der Luft.

## Thermische Eigenschaften
- Die Wärmeleitfähigkeit von Schnee ist von seiner Struktur und Textur abhängig und nimmt mit seiner Dichte zu. Die Wärmeleitfähigkeit liegt zwischen der von Luft [0,0247 W/(m·K)] und der von Eis [2,2 W/(m·K)][22]. Durch die isolierende Wirkung des Schnees können je nach Untergrundtemperatur Schmelzprozesse an der Unterseite der Schneeschicht bereits einsetzen, obwohl die Lufttemperaturen unterhalb des Schmelzpunktes liegen. Die vor zu starker Auskühlung schützende Wirkung einer Schneedecke ist besonders in der Landwirtschaft vorteilhaft. Wenn der Boden noch von Schneeresten bedeckt ist, keimen bereits die ersten Frühlingsboten, etwa das danach benannte Schneeglöckchen, unter der Schneedecke. Technisch wird die Isolierwirkung von Schnee auch gegen Wind und Wärmeabstrahlung beim Bau von Iglus genutzt. Außerdem auch beim Eingraben, ideal mit einem Biwaksack, in ein Notbiwak im Schnee oder durch Anschütten der Außenwände von nicht winddichten einfachen Holzhütten.[23]
- Die spezifische Wärmekapazität von Schnee entspricht mit 2,106 kJ/(kg∙K) (bei 0 °C) etwa der von Eis. Sie verringert sich mit sinkender Temperatur.
- Die Schmelzenthalpie von Schnee beträgt 335 kJ/kg (bei 0 °C und Normaldruck).[22] 1 kg Wasser mit 80 °C kann gerade 1 kg Schnee schmelzen, Endprodukt sind 2 kg Wasser von 0 °C.

## Bedeutung

### Auswirkungen auf das Klima und die Umwelt
In Gebieten mit einer gut ausgebildeten Schneedecke wird durch den hohen Albedo-Wert des Schnees mehr Sonnenlicht zurück in die Erdatmosphäre reflektiert, so dass sich der Boden weniger stark aufheizt. Die langwellige Wärmestrahlung der Atmosphäre wird durch Schnee dagegen besonders gut absorbiert. Insbesondere dient sie während des Schmelzvorgangs als so genannte Schmelzenthalpie dazu, die Bindungsenergie der Wassermoleküle zu überwinden, ohne den Schnee bzw. das entstehende Wasser zu erwärmen. Frisch gefallener Schnee besteht bis zu 95 % aus eingeschlossener Luft und bildet somit auch einen guten Wärmeisolator, der Pflanzen unter der Schneedecke vor scharfem Frostwind und Kahlfrösten schützt.

### Fauna und Flora
Nivale und kryale Lebensräume sind beständig von Schnee oder Eis bedeckt. Dort herrscht nivales Klima, in dem kälteliebende (bis −5 °C) und kryophile (unter −10 °C) Lebewesen gedeihen.
Zum Leben auf Schneeflächen spezialisiert sind neben vielen Mikroorganismen, bestimmte Pilze und Schneealgen, die teilweise massenhaft auftretenden Schneeflöhe, sowie Gletscherfloh, Winterhaft und andere flügellose Insektenarten (z. B. Chionea, Grylloblattidae).
Auch Larven von Weichkäfer-Arten finden sich auf der Schneeoberfläche und werden gelegentlich als Schneewürmer bezeichnet.

### Bedeutung für den Menschen

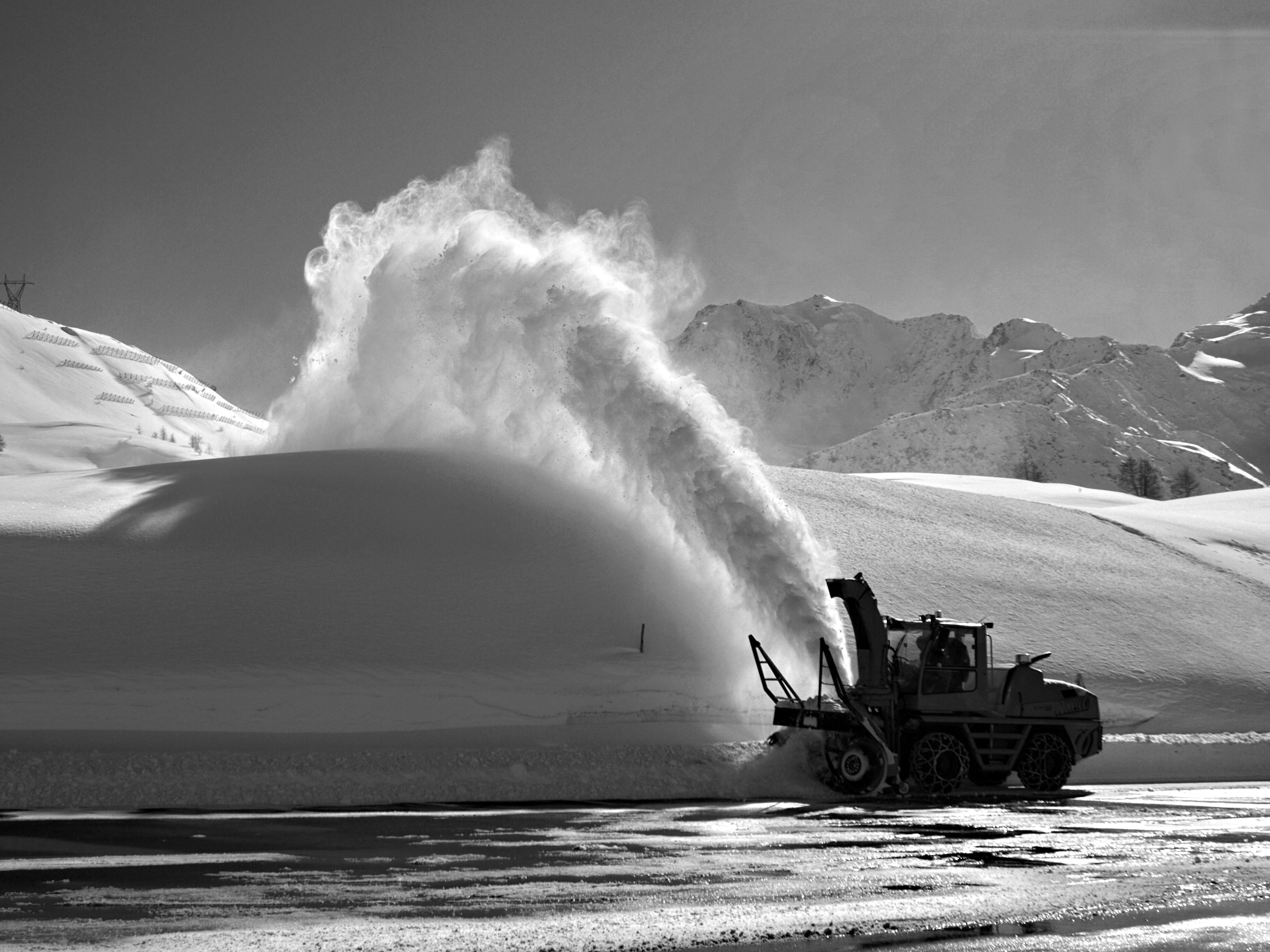
Winterdienst: Schneefräse auf dem Simplonpass

Wo Schnee normalerweise nur im Winter liegt, hat die damit verbundene Landschaftsveränderung auch eine ästhetische Bedeutung. Als Metapher steht der Schnee für den Winter ganz allgemein. Lebensgewohnheiten, Sinneseindrücke und Freizeitgestaltung unterscheiden sich ganz erheblich von Zeiten ohne Schnee. Schnee hat auch akustische Auswirkungen: Ist er locker, befindet sich viel eingeschlossene Luft zwischen den einzelnen Flocken, dadurch wirkt er schalldämmend, was die sprichwörtliche „Winterstille“ zur Folge hat. In schneereichen Regionen spielen Kinder gern mit Schnee, indem sie Schneemännern bauen und Schneeballschlachten veranstalten.
Der Deutsche Wetterdienst wertet (seit 1961) Daten aus Wetterstationen aus. Daraus wird deutlich, dass es in bundesweit an immer weniger Orten immer seltener Schnee gibt, wobei die Abnahme, in mittleren und tiefen Lagen, auf 50 bis 65 Prozent beziffert wird. Aufgrund des klimabedingten Rückgangs von natürlichem Schnee wird mittlerweile, u. a. für Filmproduktionen, nicht schmelzender Kunstschnee eingesetzt, um einen vergleichbaren dekorativen Effekt zu erzielen.
Außerdem spielt Schnee für den Tourismus eine wichtige Rolle (siehe auch Wintersport). Tourismusorte, deren Angebot primär auf Schneesport ausgerichtet ist, benutzen oftmals Schneekanonen, um bei keinem oder geringem natürlichem Schneefall künstlichen Schnee zu erzeugen, um beispielsweise Skilifte betreiben zu können, da eine Schneedecke von mindestens drei Zentimetern Dicke auch in höhere Lagen, über 700 Metern, immer seltener auftritt.
Gefährlich wird Schnee für Menschen insbesondere, wenn er sich in Form von Lawinen von Berghängen löst. Dies kann zu verschütteten Dörfern sowie zahlreichen Todesopfern führen, wie 1999 bei der Lawinenkatastrophe von Galtür, Österreich.
Zudem trägt überfrierender Schnee, gemeinsam mit Eisregen, zur Winterglätte auf Verkehrswegen bei, wodurch das Risiko für Verkehrsunfälle steigt. Nach starken Schneefällen können stark verschneite Straßen nur noch von Schneefräsen und Schneepflügen passiert werden, während normale PKWs (ohne Allradantrieb) diese nur noch mit Schneeketten befahren können. Für die Räumung werden speziell ausgerüstete Winterräumdienste eingesetzt.

## Schneeforschung

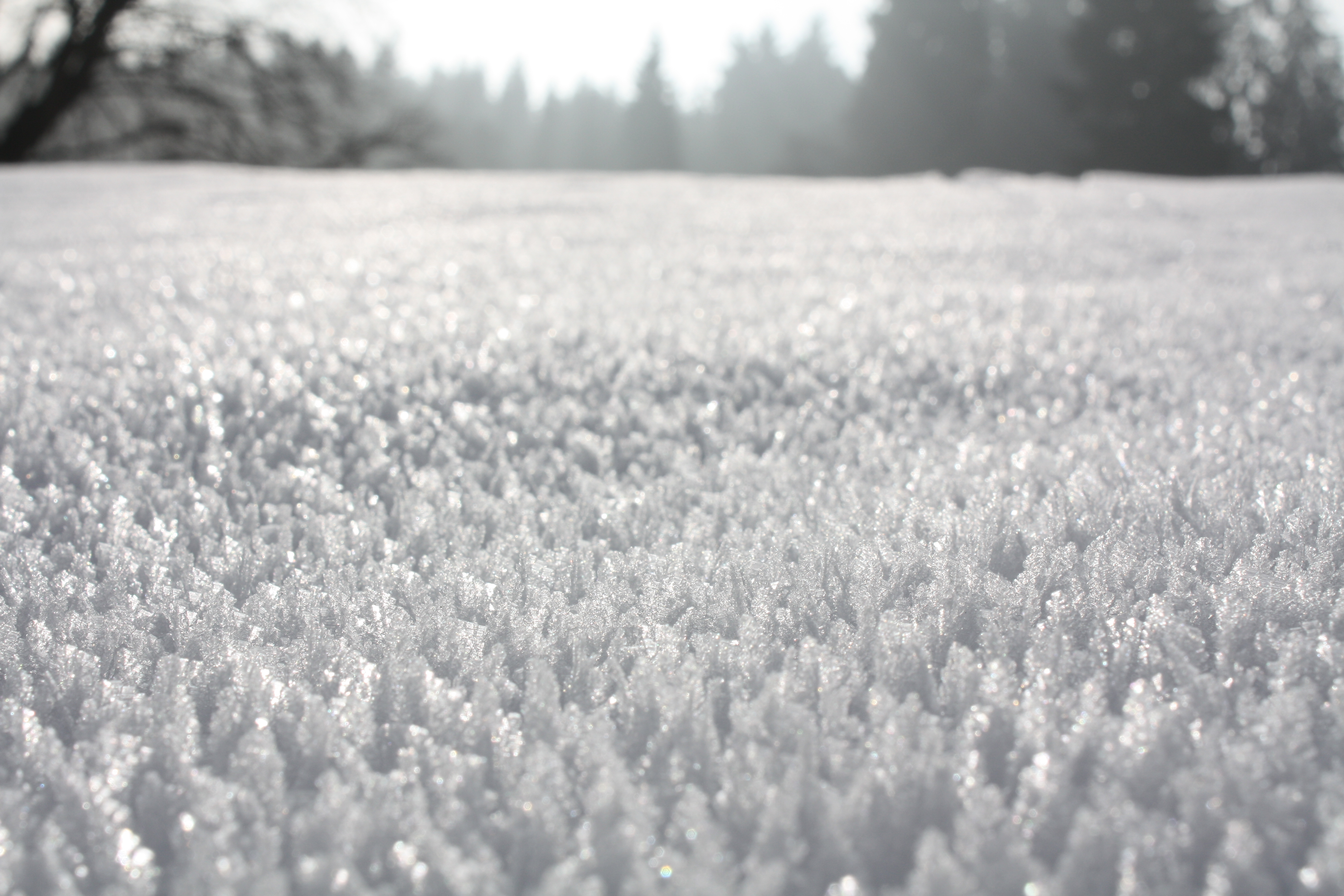
Bizarre Schneekristalllandschaft

### Geschichte
Die streng hexagonale Struktur von Schneeflocken war im Kaiserreich China schon mindestens seit dem 2. Jahrhundert v. Chr. bekannt. Im Abendland bemerkte diese Eigenschaft erstmals der englische Mathematiker Thomas Harriot im Jahre 1591, der seine Beobachtung jedoch nicht publizierte. Arbeiten über die Formenvielfalt der Schneekristalle sind auch von Johannes Kepler und René Descartes bekannt, doch erste systematische Untersuchungen unternahm erst Ukichiro Nakaya, der 1936 als erster synthetische Schneeflocken herstellen konnte und diese 1954 in über 200 verschiedene Typen kategorisierte.

### Schneemessungen

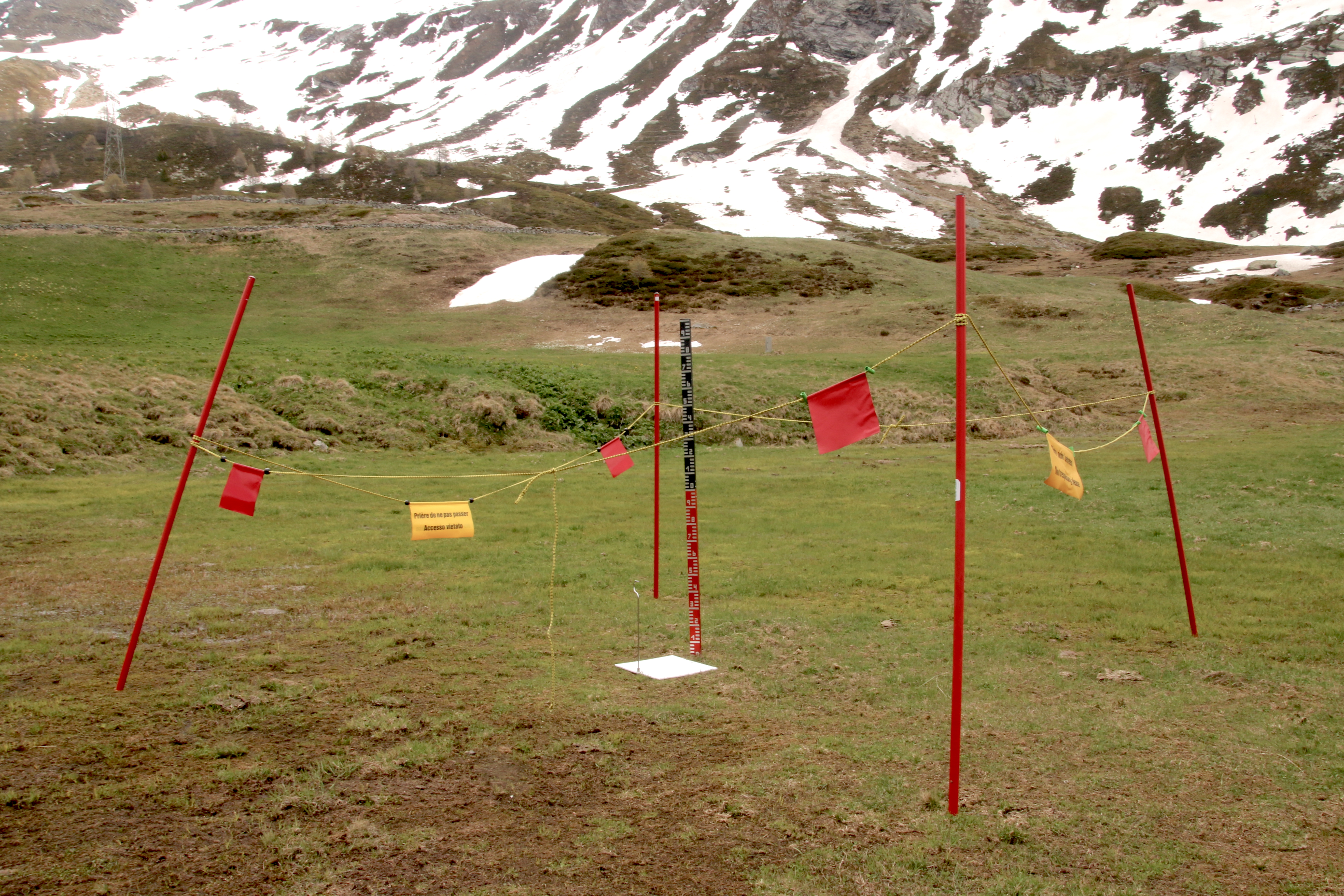
Eine Schneemessstelle kurz nach der Schneeschmelze auf dem Simplonpass

Messungen der Schneemenge werden mit Schneelastwaagen oder vor Verwehungen geschützte Regenmessern durchgeführt. Die Mächtigkeit einer Schneefläche wird mit Schneepegeln oder Schneesonden bestimmt. Der Zuwachs kann auch mit Ultraschall gemessen werden. Obwohl die Neuschneemenge über einen 24-Stunden-Zeitraum gemessen wird, wird sie als so genannte Neuschneesumme bisweilen über mehrere Tage summiert angegeben (z. B. 3-Tages-Neuschneesumme).
Der Wasseranteil (Wasseräquivalent einer Schneedecke) und die Schneedichte haben Bedeutung für die Klimatologie und Hydrologie. Das Wasseräquivalent gehört zu den Essential Climate Variables des IPCC. Auch die Schneegrenze ist eine wichtige klimatologische Kenngröße. Die Schneegrenze trennt schneebedeckte und schneefreie Gebiete voneinander. Wasseräquivalent und Schneegrenze korrelieren als Messgrößen nur bedingt, da die Schneegrenze bzw. Schneebedeckung nur als binäre Größe (ja / nein) gemessen werden, während das Äquivalent eine Messgröße für die Schneetiefe ist.

## Schneesicherheit

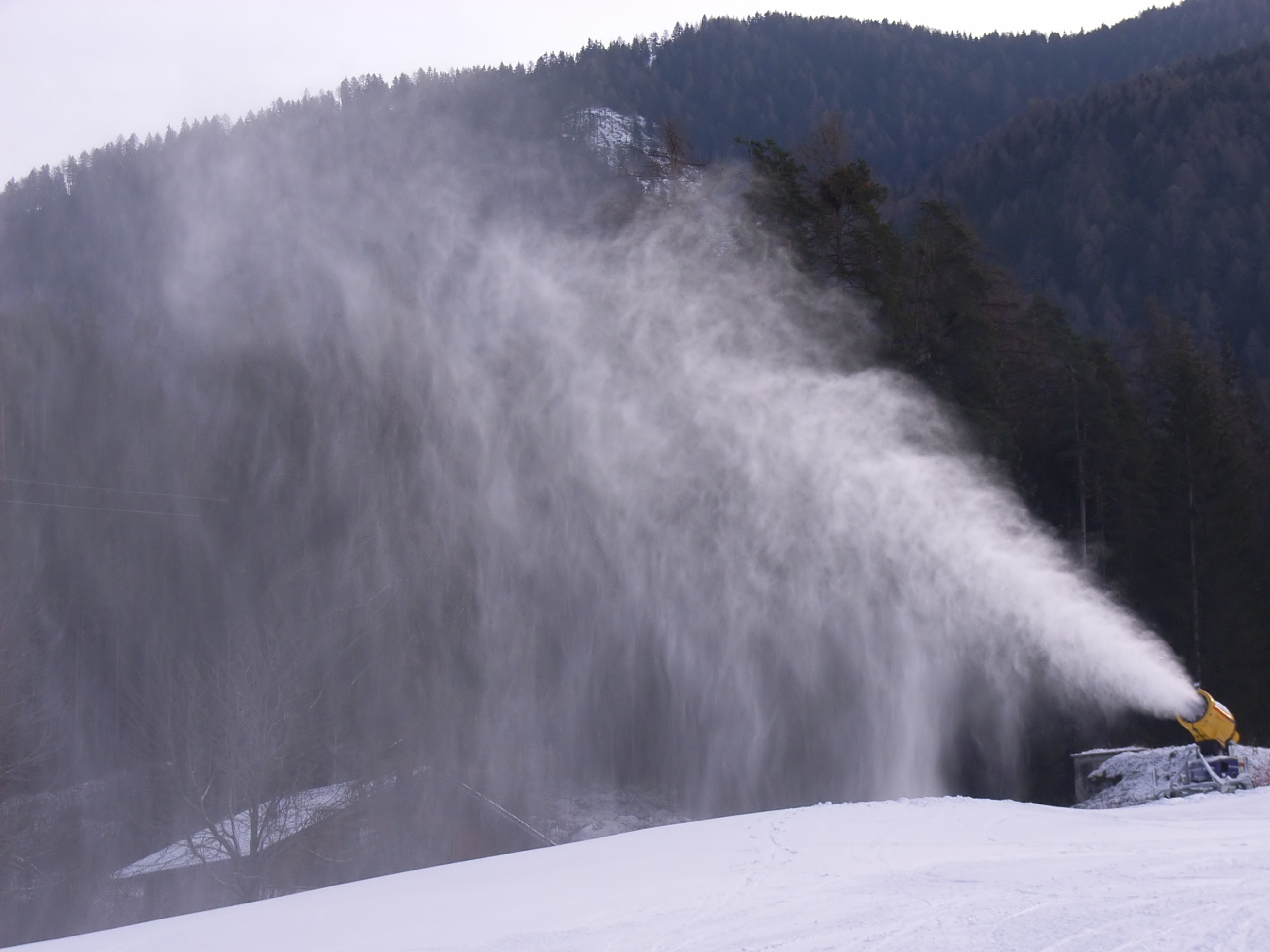
Eine Beschneiungsanlage

Im Wintersport gilt ein Gebiet als schneesicher, wenn es mindestens 100 Tage eine für den Skisport ausreichende Schneedecke von 30 cm (Ski Alpin) beziehungsweise 15 cm (Ski Nordisch) hat. Momentan gelten Gebiete, welche höher als etwa 1200 Meter liegen, als schneesicher. Schneesicherheit ist eine der stärksten Beweggründe bei der Wahl eines Skigebietes. Deshalb ist Schneesicherheit ein wichtiger Wirtschaftsfaktor in den vom Wintertourismus abhängigen Bergregionen. Es könnten im Zuge der globalen Erwärmung einige tiefer gelegene Wintersportgebiete Probleme bekommen, die erforderlichen Schneehöhen zu haben. Laut Schätzungen der OECD könnten in Österreich rund 70 % der Skigebiete ihre Schneesicherheit verlieren. Um dem Schneemangel entgegenzuwirken, wird seit Jahren intensiv in künstliche Beschneiungsanlagen investiert. In der Schweiz reduzierte sich die Neuschneesumme in der für den Wintersport relevanten Winterperiode November bis April, z. B. in Arosa (1878 m ü. M.) von knapp 7 Meter (Mittel 1961‒1990) auf 6 Meter (Mittel 1991‒2020) und die mittlere Schneehöhe von 80 Zentimeter auf 60 Zentimeter. Ohne Klimaschutz wird auf der Höhe von Arosa bis 2060 mit einer Reduktion der Gesamtschneemenge von 40 bis 50 Prozent gerechnet.

## Schneekatastrophen
Besonders starker und langanhaltender, ergiebiger Schneefall und Schneestürme können katastrophale Ausmaße annehmen. In einigen Regionen der Welt treten Schneestürme vermehrt auf und haben dort spezielle Namen: Blizzard (Nordamerika, Antarktis und Lappland), Purga (Zentralasien) und Yalca (Anden im Norden Perus). Der Deutsche Wetterdienst definiert einen Schneefall von mehr als 10 cm in 6 Stunden oder mehr als 15 cm in 12 Stunden als Unwetter.
Bedeutende Schneekatastrophen waren:
- Großer Schneesturm (1888) in den USA
- Schneekatastrophe 1978/1979 in Europa
- Schneechaos im Münsterland 2005 in NRW
- Wintersturm Elliot 2022 in den USA

## Schneedarstellung in der Kunstgeschichte
In der Kunstgeschichte ist die Darstellung von Schnee ein oft verwendetes Thema, welchem von Epoche zu Epoche eine andere Bedeutung zuteilwurde: Im Mittelalter brachte der Winter die Versorgung der von der Natur abhängigen Menschen und ihre Gesundheit in Gefahr. Sozialem und technischem Fortschritt ist es gedankt, dass der Winter an Bedrohung immer mehr verloren hat. Nach der Renaissance aus der Mode gekommen, erlebte die Winterlandschaft im späten 18. Jahrhundert ihre künstlerische Wiedererweckung. Zunächst wird sie romantisch verklärt. Später richtet sich der Blick der Künstler auf das äußere Erscheinungsbild der winterlichen Farbnuancen.

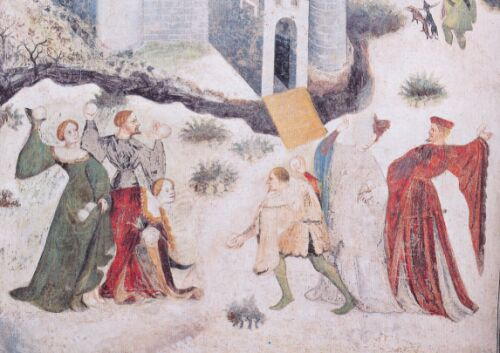
Meister Venceslao  (1352–1411): Schneeballschlacht (Wandfresco, Detail), um 1400
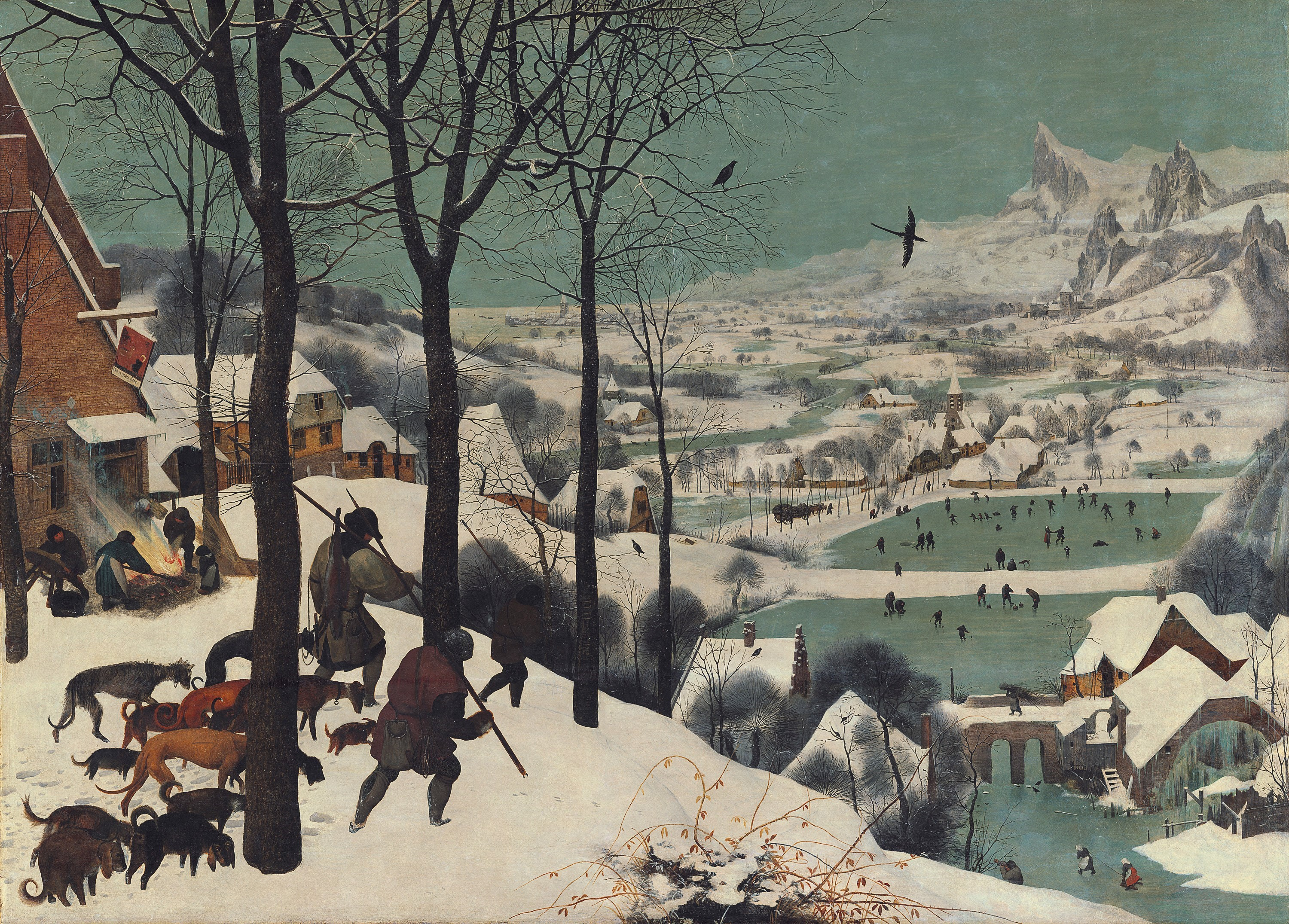
Pieter Bruegel der Ältere: Die Jäger im Schnee, 1565
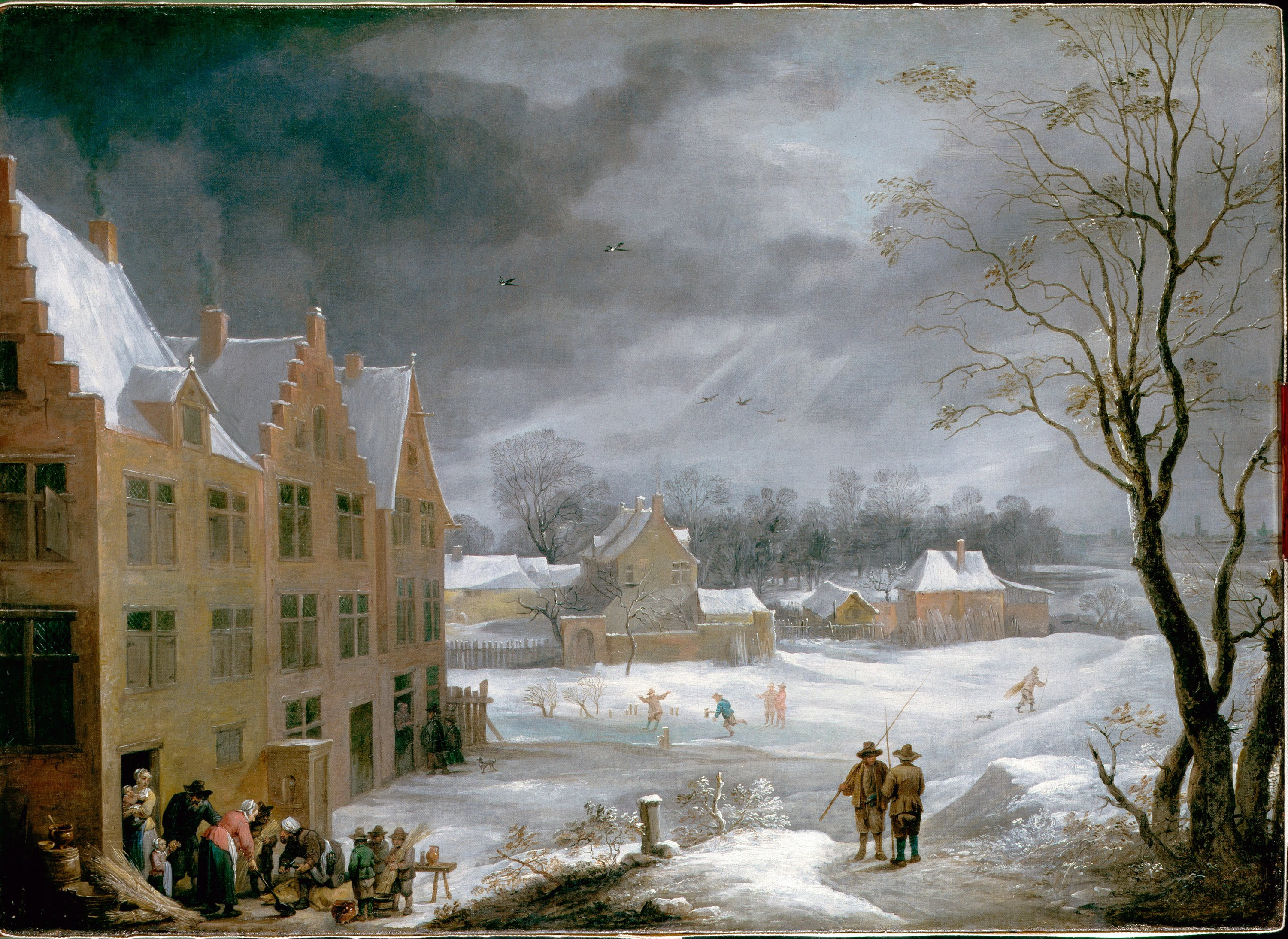
David Teniers der Jüngere: Winterszene mit einem Mann, der ein Schwein schlachtet, 1650
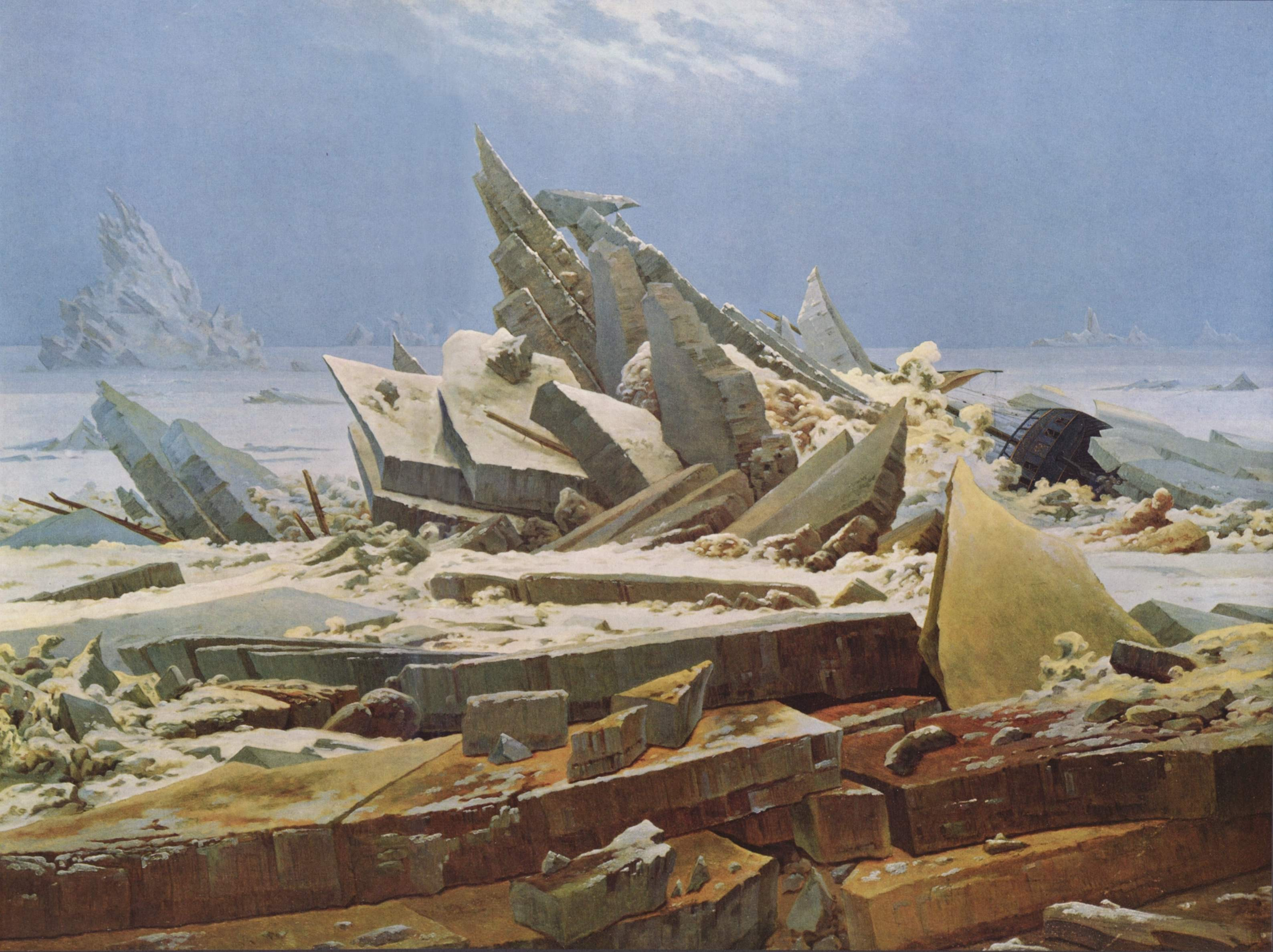
Caspar David Friedrich: Das Eismeer, 1823–1824
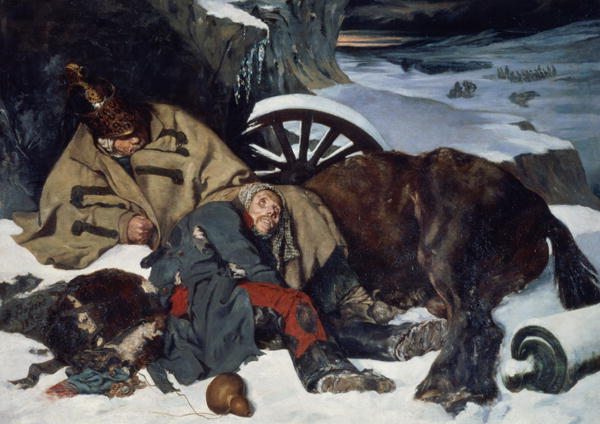
Joseph Ferdinand Boissard de Boisdenier: Episode auf dem Rückzug aus Moskau, 1835
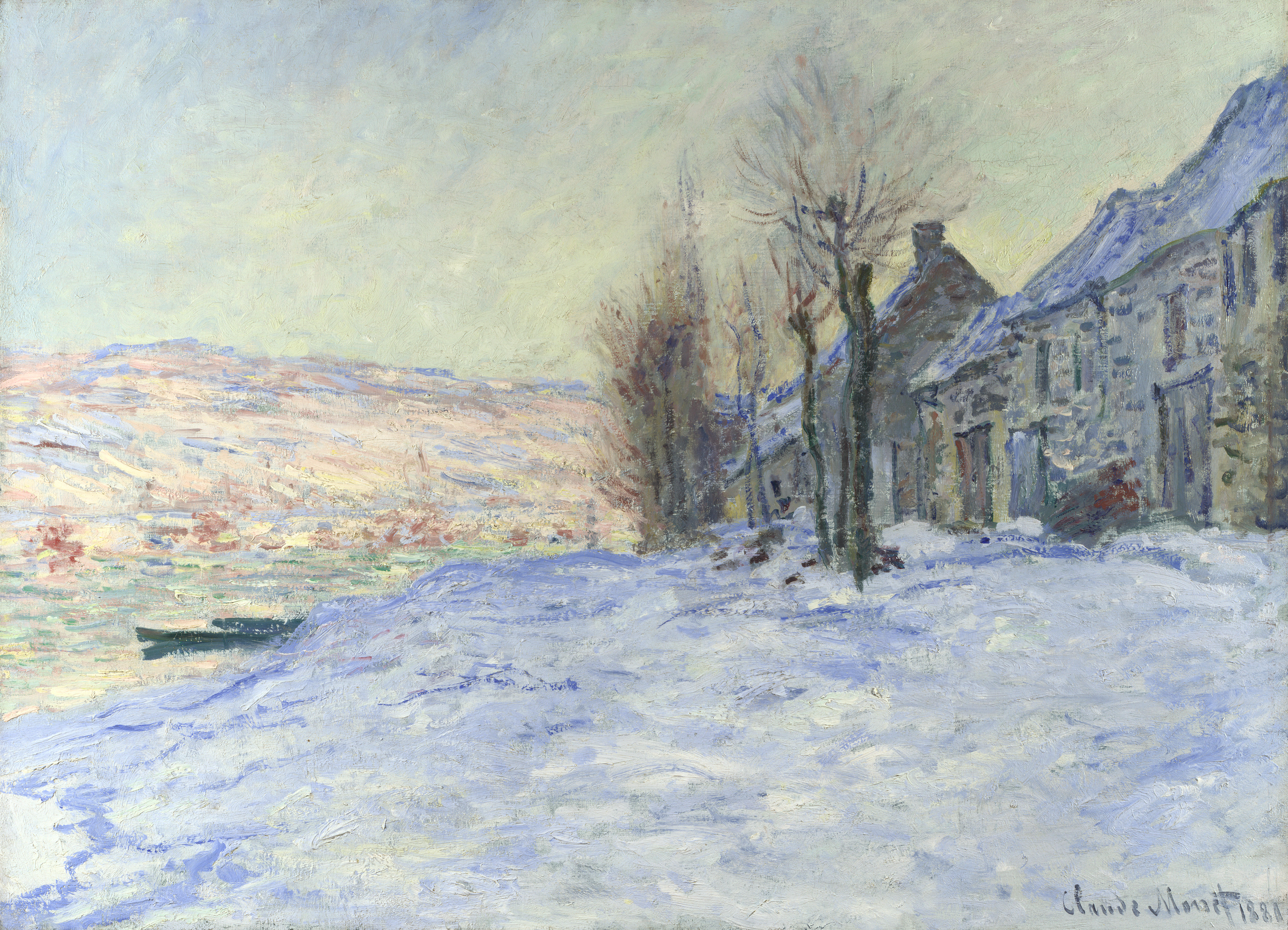
Claude Monet: Lavacourt: Sonnenschein und Schnee, etwa 1878–1881
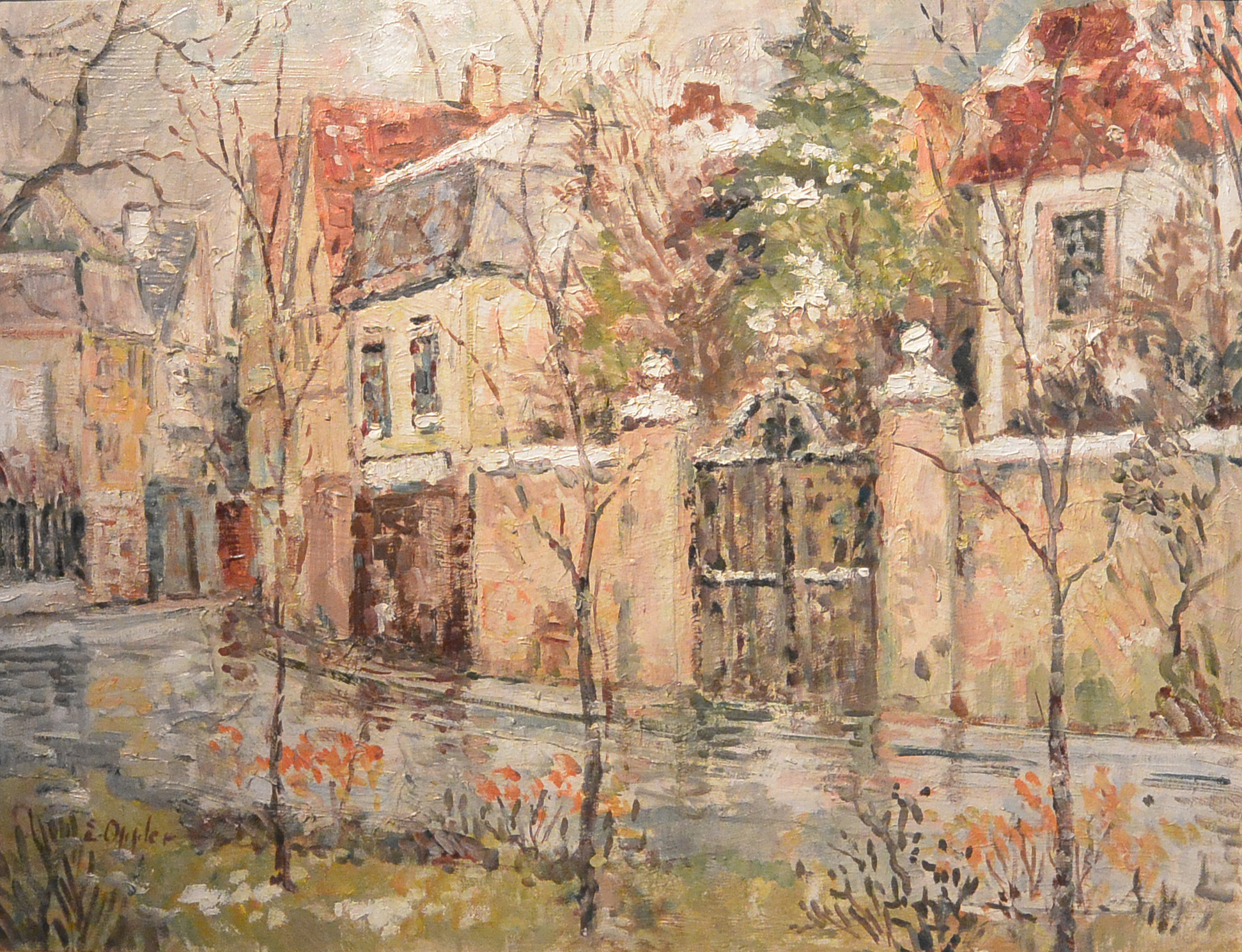
Ernst Oppler: Vorfrühling, um 1920
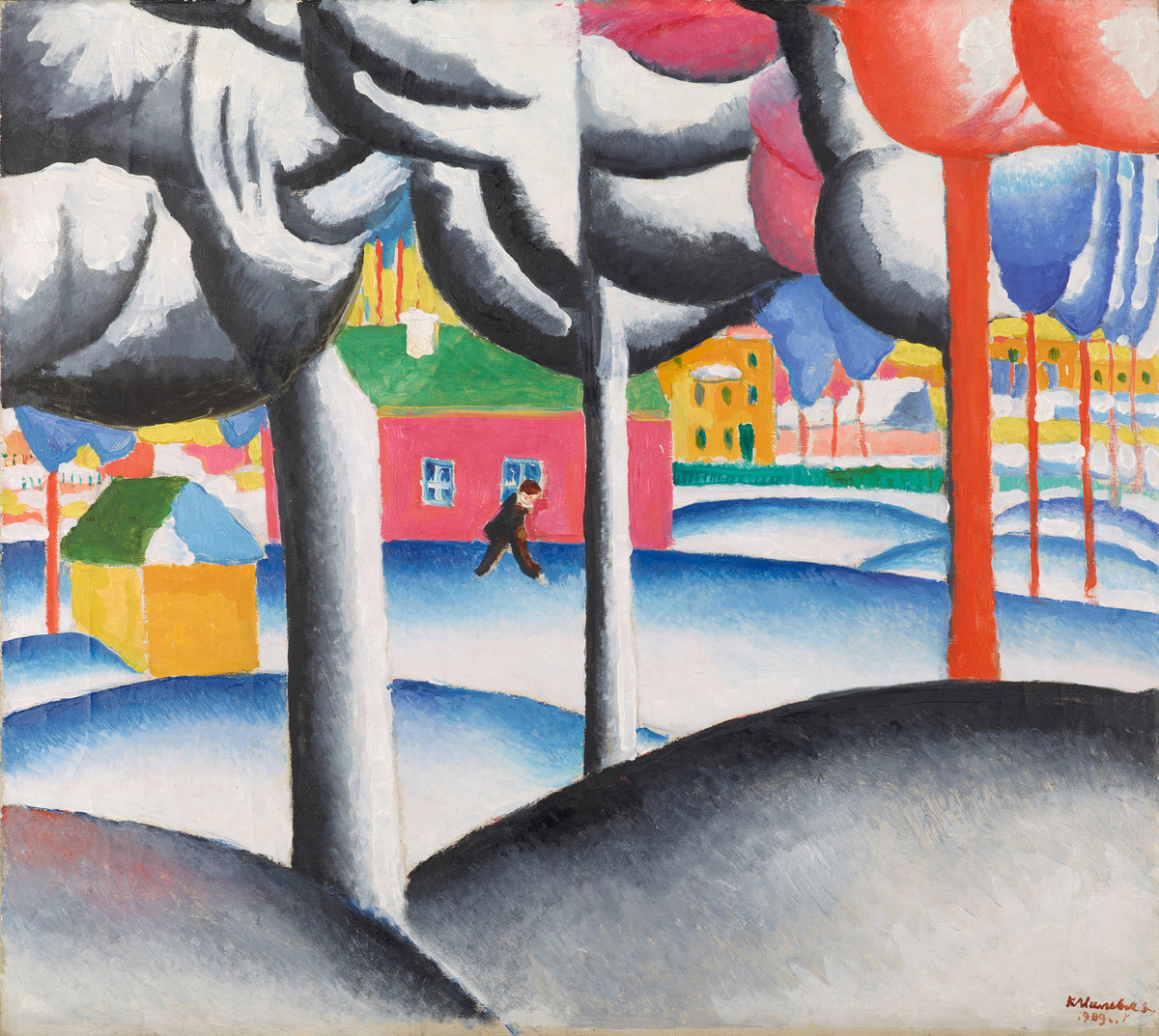
Kasimir Malewitsch: Landschaft (Der Winter), 1909 (datiert um 1930)
Matthias A. K. Zimmermann: Die Redoxreaktion auf der Fläche einer verblichenen Winterdarstellung, 2012

## Trivia
- Ein seit etwa 1940 verbreiteter Irrtum besteht in der Annahme, dass es besonders viele Eskimo-Wörter für Schnee gebe.[37]
- Vom Schnee zu unterscheiden ist der sich durch Resublimation bildende Polarschnee oder Diamantstaub.
- Als Industrieschnee bezeichnet man lokalen Schneefall, der durch Kraftwerke und andere Großanlagen verursacht wird.
- Lake effect snow ist ein Wetterphänomen an den Großen Seen in Nordamerika, bei dem es lokal zu erhöhten Schneefällen kommt.
- Das Fallen von viel Schnee ohne Wind führt im Wald zu Schneebruch, bei Gebäuden werden die Schneelasten am Dach in der Statik berücksichtigt.
- Schneeblindheit ist eine Schädigung des Auges, die unter anderem durch Reflexion des Sonnenlichts am Schnee verursacht wird.
- Mit Yukitsuri (dem Hochbinden im japanischen Gartenbau) können Äste davor bewahrt werden, unter dem Gewicht von Schnee zu brechen.
- Das Zusammenballen von ausreichend warmem Schnee mit zwei Händen zu einem festen Schneeball ist ein Sinterprozess.
- Einige Märchen haben das Thema Schnee, zum Beispiel Die Schneekönigin, „ihre Haut so weiß wie Schnee“ in Schneewittchen, „Der Schnee“ – wie der Schnee zu seiner Farbe durch ein Schneeglöckchen kam.[38]